# Ryu Okada
Ryu Okada (岡田 隆 Okada Ryu?), född 10 april 1984 i Shizuoka prefektur, är en japansk fotbollsspelare.
Okada började sin karriär 2007 i Júbilo Iwata. Med Júbilo Iwata vann han japanska ligacupen 2010. 2012 blev han utlånad till Avispa Fukuoka. Han gick tillbaka till Júbilo Iwata 2014. Han avslutade karriären 2016.